# The Clouds of Northland Thunder
The Clouds of Northland Thunder — другий альбом фінського метал-гурту Amberian Dawn, випущений 13 травня 2009 року.
На сингл «He Sleeps in a Grove» був записаний відеокліп.
Бонусний трек з їх наступного альбому End of Eden має таку ж назву.

## Список пісень
| #   | Назва                             | Тривалість |
| --- | --------------------------------- | ---------- |
| 1.  | «He Sleeps in a Grove»            | 3:20       |
| 2.  | «Incubus»                         | 5:03       |
| 3.  | «Kokko – Eagle of Fire»           | 3:17       |
| 4.  | «Willow of Tears»                 | 4:10       |
| 5.  | «Shallow Waters»                  | 3:38       |
| 6.  | «Lost Soul»                       | 3:43       |
| 7.  | «Sons of Seven Stars»             | 3:45       |
| 8.  | «Saga»                            | 4:08       |
| 9.  | «Snowmaiden»                      | 3:45       |
| 10. | «Lionheart»                       | 3:43       |
| 11. | «Morning Star»                    | 4:31       |
| 12. | «Birth of the Harp»               | 4:05       |
| 13. | «The Omen» (у японському виданні) | 3:33       |

## Учасники запису

### Особистий склад
- Хейді Парвіайнен — вокал
- Туомас Сеппала — гітара і клавішні
- Kasperi Heikkinen — гітара
- Tom Joens — бас-гітара
- Joonas Pykälä-aho — ударні

### Запрошені учасники
- Peter James Goodman — вокал у пісні «Incubus»